# Squash-Mannschaftsweltmeisterschaft der Frauen 1998
Die 11. Mannschafts-Weltmeisterschaft der Frauen (englisch 1998 Women’s World Team Squash Championships) fand vom 9. bis 15. November 1998 in Stuttgart statt. Insgesamt nahmen 21 Mannschaften teil. Österreich und Kolumbien gaben ihr Debüt bei einer Weltmeisterschaft.
Australien gewann zum vierten Mal in Folge und zum insgesamt sechsten Mal den Weltmeistertitel. Wie in den beiden Austragungen zuvor besiegten die Australierinnen im Endspiel England, diesmal mit 3:0. Das Spiel um Platz drei bestritten ebenfalls wie schon 1994 und 1996 Neuseeland und Südafrika, allerdings setzte sich Neuseeland dieses Jahr gegen Südafrika durch. Deutschland belegte den 5. Platz, die Schweiz erreichte Platz 13. Österreich schloss das Turnier bei seinem Debüt auf Rang 20 ab.

## Modus
Die teilnehmenden Mannschaften wurden gemäß ihrer Ergebnisse von der letzten Austragung für die Vorrunde in fünf Gruppen gelost. Innerhalb der Gruppen wurde jeweils im Round-Robin-Modus gespielt. Die drei bestplatzierten Mannschaften der Gruppen A und B sowie die Sieger der Gruppen C und D zogen ins Viertelfinale ein. Die Gruppenletzten der Gruppen A und B, die Gruppenzweiten und -dritten der Gruppen C und D sowie die beiden bestplatzierten Mannschaften der Gruppe E spielten um die Plätze 9 bis 16. Die Gruppenletzten der Gruppen C und D sowie der Gruppendritte, -vierte und -fünfte der Gruppe E spielten im Round Robin-Modus um die Plätze 17 bis 21.
Alle Mannschaften bestanden aus mindestens drei und höchstens vier Spielern, die in der Reihenfolge ihrer Spielstärke gemeldet werden mussten. Pro Begegnung wurden drei Einzelpartien bestritten. Eine Mannschaft hatte gewonnen, wenn ihre Spieler zwei der Einzelpartien gewinnen konnten. Die Spielreihenfolge der einzelnen Partien war unabhängig von der Meldereihenfolge der Spieler.

## Ergebnisse

### Vorrunde

#### Gruppe A
| Rang | Land               | Sp. | S | N | Sp.-Diff. | Punkte |
| ---- | ------------------ | --- | - | - | --------- | ------ |
| 1    | Australien         | 3   | 3 | 0 | 9:0       | 6      |
| 2    | Neuseeland         | 3   | 2 | 1 | 5:4       | 4      |
| 3    | Deutschland        | 3   | 1 | 2 | 4:5       | 2      |
| 4    | Vereinigte Staaten | 3   | 0 | 3 | 0:9       | 0      |

| Australien  | – | Neuseeland         | 3:0 |
| Australien  | – | Deutschland        | 3:0 |
| Australien  | – | Vereinigte Staaten | 3:0 |
| Neuseeland  | – | Deutschland        | 2:1 |
| Neuseeland  | – | Vereinigte Staaten | 3:0 |
| Deutschland | – | Vereinigte Staaten | 3:0 |

#### Gruppe B
| Rang | Land        | Sp. | S | N | Sp.-Diff. | Punkte |
| ---- | ----------- | --- | - | - | --------- | ------ |
| 1    | England     | 3   | 3 | 0 | 8:1       | 6      |
| 2    | Südafrika   | 3   | 2 | 1 | 7:2       | 4      |
| 3    | Niederlande | 3   | 1 | 2 | 2:7       | 2      |
| 4    | Spanien     | 3   | 0 | 3 | 1:8       | 0      |

| England     | – | Südafrika   | 2:1 |
| England     | – | Niederlande | 3:0 |
| England     | – | Spanien     | 3:0 |
| Südafrika   | – | Niederlande | 3:0 |
| Südafrika   | – | Spanien     | 3:0 |
| Niederlande | – | Spanien     | 2:1 |

#### Gruppe C
| Rang | Land       | Sp. | S | N | Sp.-Diff. | Punkte |
| ---- | ---------- | --- | - | - | --------- | ------ |
| 1    | Frankreich | 3   | 3 | 0 | 8:1       | 6      |
| 2    | Kanada     | 3   | 2 | 1 | 7:2       | 4      |
| 3    | Schweden   | 3   | 1 | 2 | 3:6       | 2      |
| 4    | Österreich | 3   | 0 | 3 | 0:9       | 0      |

| Frankreich | – | Kanada     | 2:1 |
| Frankreich | – | Schweden   | 3:0 |
| Frankreich | – | Österreich | 3:0 |
| Kanada     | – | Schweden   | 3:0 |
| Kanada     | – | Österreich | 3:0 |
| Schweden   | – | Österreich | 3:0 |

#### Gruppe D
| Rang | Land     | Sp. | S | N | Sp.-Diff. | Punkte |
| ---- | -------- | --- | - | - | --------- | ------ |
| 1    | Ägypten  | 3   | 3 | 0 | 8:1       | 6      |
| 2    | Belgien  | 3   | 2 | 1 | 5:4       | 4      |
| 3    | Irland   | 3   | 1 | 2 | 3:6       | 2      |
| 4    | Hongkong | 3   | 0 | 3 | 2:7       | 0      |

| Ägypten | – | Belgien  | 3:0 |
| Ägypten | – | Irland   | 2:1 |
| Ägypten | – | Hongkong | 3:0 |
| Belgien | – | Irland   | 3:0 |
| Belgien | – | Hongkong | 2:1 |
| Irland  | – | Hongkong | 2:1 |

#### Gruppe E
| Rang | Land       | Sp. | S | N | Sp.-Diff. | Punkte |
| ---- | ---------- | --- | - | - | --------- | ------ |
| 1    | Schottland | 4   | 3 | 1 | 10:2      | 6      |
| 2    | Schweiz    | 4   | 3 | 1 | 8:4       | 6      |
| 3    | Dänemark   | 4   | 3 | 1 | 8:4       | 6      |
| 4    | Nigeria    | 4   | 1 | 3 | 4:8       | 2      |
| 5    | Kolumbien  | 4   | 0 | 4 | 0:12      | 0      |

| Schottland | – | Schweiz   | 3:0 |
| Schottland | – | Nigeria   | 3:0 |
| Schottland | – | Kolumbien | 3:0 |
| Schweiz    | – | Dänemark  | 2:1 |
| Schweiz    | – | Nigeria   | 3:0 |

| Schweiz  | – | Kolumbien  | 3:0 |
| Dänemark | – | Schottland | 2:1 |
| Dänemark | – | Nigeria    | 2:1 |
| Dänemark | – | Kolumbien  | 3:0 |
| Nigeria  | – | Kolumbien  | 3:0 |

### Viertelfinale
| Australien | – | Ägypten     | 3:0 |
| Südafrika  | – | Deutschland | 3:0 |
| Neuseeland | – | Niederlande | 3:0 |
| England    | – | Frankreich  | 3:0 |

### Halbfinale
| Australien | – | Südafrika  | 3:0 |
| England    | – | Neuseeland | 2:1 |

### Finale
| Australien                                                    | Finale | England                                                  |
| ------------------------------------------------------------- | --- | -------------------------------------------------------- |
| Team Sarah Fitz-Gerald Michelle Martin Carol Owens Liz Irving | Datum: 15. November 1998 Ort: Stuttgart \| Michelle Martin \| 3:9, 9:3, 9:10, 9:2, 9:5 \| Sue Wright \| \| Carol Owens \| 9:4, 9:7, 9:1 \| Jane Martin \| \| Sarah Fitz-Gerald \| 9:6, 9:4 \| Suzanne Horner \| Resultat: 3:0 | Team Suzanne Horner Linda Charman Sue Wright Jane Martin |
| Michelle Martin                                               | 3:9, 9:3, 9:10, 9:2, 9:5 | Sue Wright                                               |
| Carol Owens                                                   | 9:4, 9:7, 9:1 | Jane Martin                                              |
| Sarah Fitz-Gerald                                             | 9:6, 9:4 | Suzanne Horner                                           |

## Abschlussplatzierungen
| Rang | Mannschaft  |
| 01.  | Australien  |
| 02.  | England     |
| 03.  | Neuseeland  |
| 04.  | Südafrika   |
| 05.  | Deutschland |
| 06.  | Niederlande |
| 07.  | Frankreich  |
| 08.  | Ägypten     |

| Rang | Mannschaft         |
| 09.  | Vereinigte Staaten |
| 10.  | Kanada             |
| 11.  | Belgien            |
| 12.  | Schottland         |
| 13.  | Schweiz            |
| 14.  | Irland             |
| 15.  | Spanien            |
| 16.  | Schweden           |

| Rang | Mannschaft |
| 17.  | Dänemark   |
| 18.  | Hongkong   |
| 19.  | Nigeria    |
| 20.  | Österreich |
| 21.  | Kolumbien  |